# Київська муніципальна академія естрадного та циркового мистецтв
Київська муніципальна академія естрадного та циркового мистецтв — єдиний в Україні та східній Європі заклад вищої освіти, який готує спеціалістів естрадного та циркового мистецтв заснований в 1961.
У 2016—2017 навчальному році Київська муніципальна Академія естрадного та циркового мистецтв, єдиний в Україні та Східній Європі унікальний заклад вищої освіти, який готує естрадних і циркових артистів, провідний профільний заклад вищої освіти міжнародного масштабу, чиї випускники прославили український та світовий цирки, стали зірками вітчизняної та зарубіжної естради, відзначає 55 років з дня заснування.
За цей час Академія пройшла довгий шлях становлення від Республіканської студії естрадно-циркового мистецтва, яка базувалася в Київському Цирку, пізніше реорганізованої у державне училище, потім у Київський коледж естрадного та циркового мистецтв і, нарешті, в 2008 році отримавши нинішній статус — муніципальної Академії. 
Випускники академії працюють у провідних цирках, театрах, вар'єте і шоу планети, багато з них стали зірками європейського та українського цирку, шоу-бізнесу, телебачення.

## Історія

### Студія естрадно-циркового мистецтва
В серпні 1961 року за Наказом Міністра культури УРСР Ростислава Бабійчука, при Укрконцерті була створена Республіканська студія естрадно-циркового мистецтва, яка розташувалася в приміщенні нещодавно відкритого Київського цирку. До створення закладу долучилися директор і художній керівник гастрольно-концертного об'єднання «Укрконцерт» Л. Богданович, народні артисти УРСР Юрій Тимошенко та Юхим Березін, заслужений артист УРСР К. Яницький, народний артист України Борис Заєць, заслужені артисти УРСР брати Ялові, а також Р. Івицький та П. Кисельов. Навчання в Студії тривало два роки, існувало чотири відділення: циркове, розмовне, вокальне та хореографічне. Окрім спеціалізації студенти вивчали акторську майстерність і сценічну мову, історію театру, цирку і естради, грим, хореографію, сценічний рух та фехтування, а також фортепіано, сольфеджіо, теорію музики, музичну літературу та інші дисципліни. Заняття проходили на одному поверсі з репетиційними аудиторіями «Укрконцерту», до складу якого входило близько трьохсот найкращих артистів України, тому студенти з перших днів навчання поринали в професійну атмосферу естрадного життя. Серед випускників Студії тих часів нараховувалося сімдесят лауреатів та дипломантів всесоюзних конкурсів.

### Київське державне училище естрадно-циркового мистецтва
Київське державне училище естрадно-циркового мистецтва було засноване на базі Студії у 1975 році. Першим директором Училища стала Ніна Костянтинівна Солоділіна. В новому закладі було створено два відділення: циркове, де відбувалася підготовка артистів різних циркових жанрів, і естрадне, на якому готували артистів розмовного жанру, хореографії, естрадного вокалу та різноманітних оригінальних жанрів. Термін навчання вже було збільшено до чотирьох років. Через капітальний ремонт Київського цирку, з 1988 року заклад десять років не мав постійного приміщення. Заняття зі студентами проходили в Центральному клубі збройних сил України, у Центральному палаці дитячої творчості, в організації «Цирк на сцені», у Палаці культури Університету цивільної авіації, у Театрі на Подолі та у Театрі драми і комедії на лівому березі Дніпра тощо. 

### Київський державний коледж естрадного та циркового мистецтв

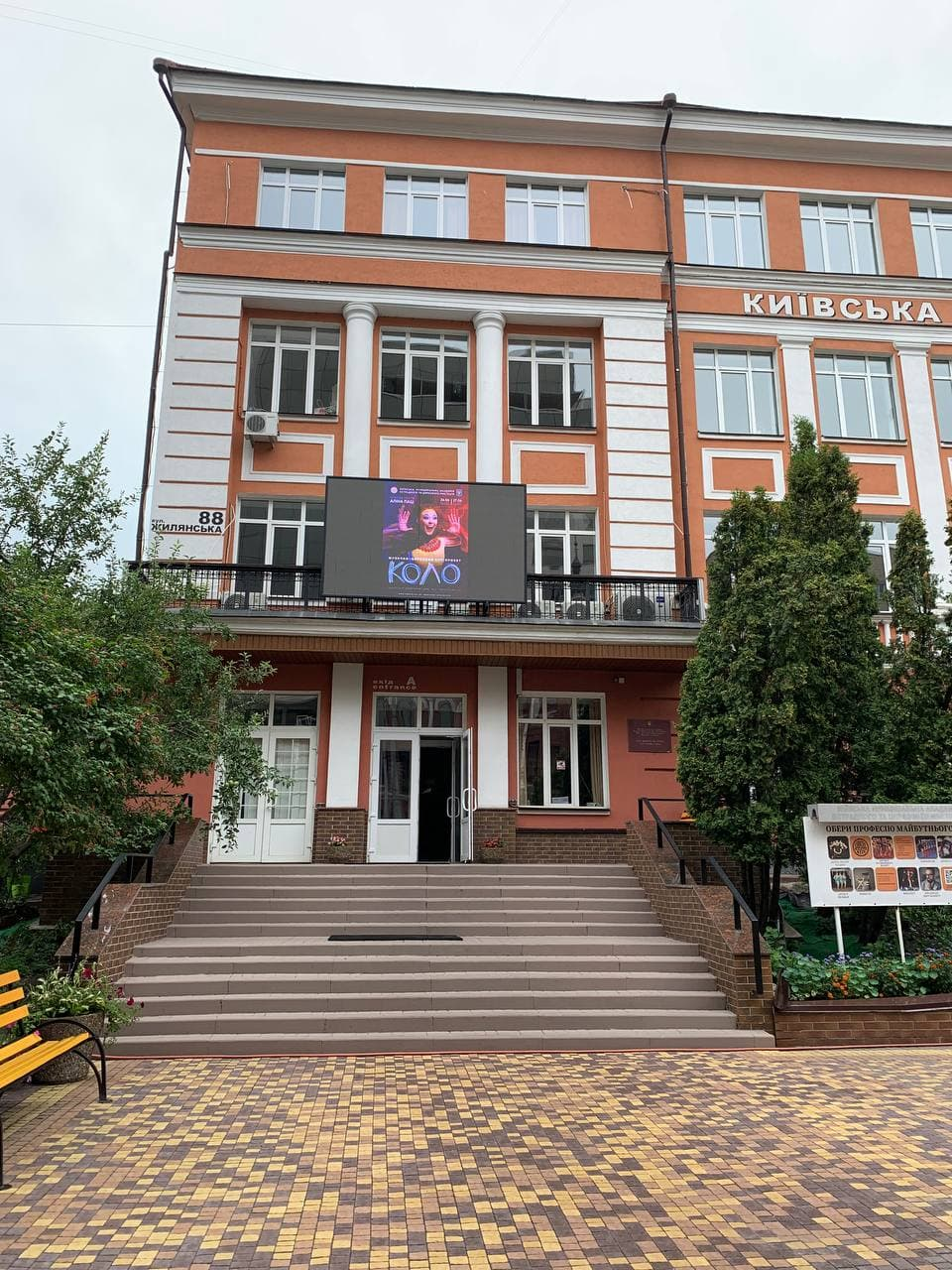

У 1999 році Училище було реорганізовано в Київський державний коледж естрадного та циркового мистецтв. Коледж одразу ввійшов до складу створеного в цьому ж році навчального комплексу разом з Національною музичною академією України імені Петра Чайковського та Київським державним інститутом театрального мистецтва імені І. К. Карпенка-Карого (нині — Київським національним університетом театру, кіно і телебачення імені І. К. Карпенка-Карого). Того ж року Коледж став дійсним членом Міжнародної Асоціації вищих циркових шкіл і членом її Президії та отримав власне приміщення спочатку за адресою вул. Велика Житомирська, 2, а з 2002 переїздить до чотириповерхової будівлі за адресою: 01032, м. Київ, вул. Жилянська, 88. Коледж готував професійних артистів за 12 спеціалізаціями: циркова акробатика , циркова гімнастика, еквілібристика, жонглювання, клоунада, музична ексцентрика, пантоміма, ілюзія та маніпуляція, естрадний спів, естрадний танець, розмовні жанри естради та «ляльки на естраді». Також з 1999 року до культурного життя Києва увійшли щорічні випускні шоу-вистави Коледжу. 

### Київська муніципальна академія естрадного та циркового мистецтв

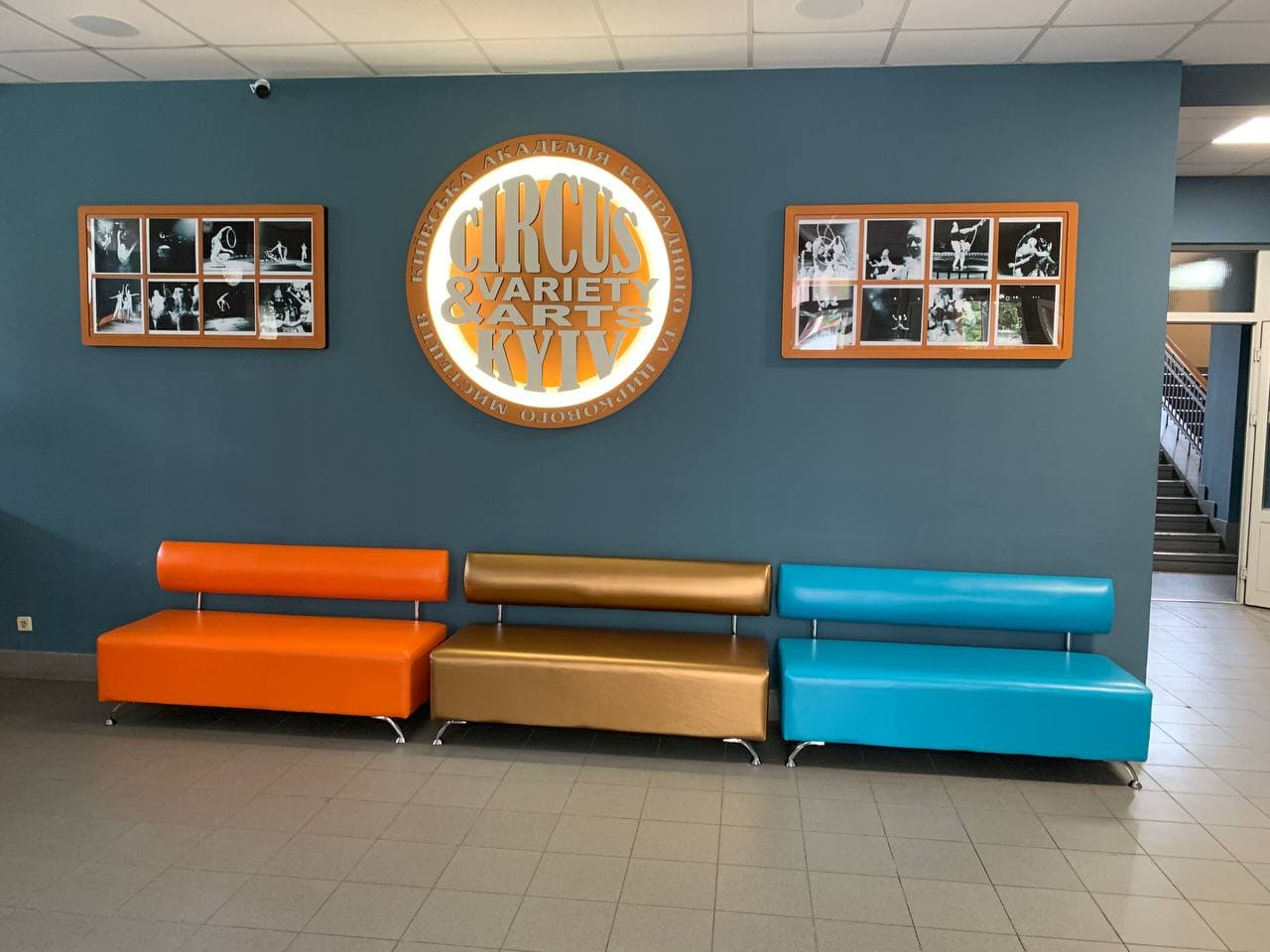

2007 року Коледж було реорганізовано у Київську муніципальну Академію естрадного та циркового мистецтв. Академія набула статусу закладу вищої освіти, відкрила магістратуру та заочне відділення, почала приймати на навчання іноземних студентів. З цього ж року Академія тісно співпрацює з Національним цирком України, і це є невід'ємною складовою частиною обох закладів, щороку спільно організовує та проводить Гала-концерти випускників Академії.

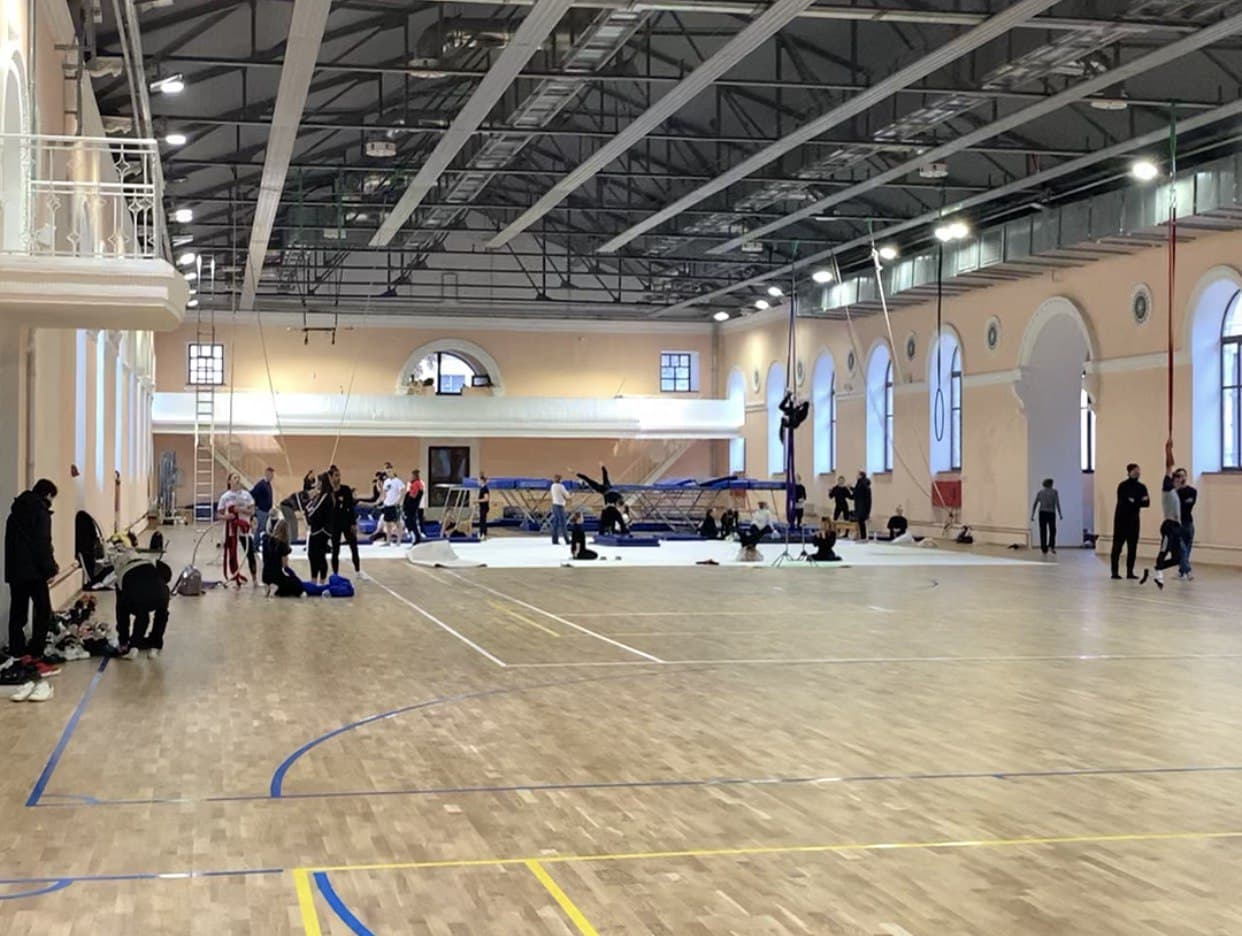
Зал для тренувань

Серед досягнень випускників Академії — близько 30 медалей на Міжнародному цирковому фестивалі в Парижі «Цирк майбутнього»  [Архівовано 4 Грудня 2016 у Wayback Machine.], 8 медалей, отриманих на «Міжнародному Цирковому Фестивалі в Монте-Карло»  [Архівовано 15 Листопада 2016 у Wayback Machine.], перемоги і призи провідних циркових фестивалів в Китаї, США, Німеччині, Угорщині та інших країнах. Гран-Прі та призові місця на пісенних фестивалях BENGIO Festival, «Слов'янському базарі» [Архівовано 12 Листопада 2016 у Wayback Machine.] у Вітебську, Міжнародному конкурсі «Нова хвиля» [Архівовано 28 Листопада 2016 у Wayback Machine.] в Юрмалі і на «Чорноморських іграх». Також випускники Академії неодноразово представляли Україну на пісенному конкурсі «Eurovision [Архівовано 4 Травня 2013 у Wayback Machine.]». Визначним для Київської муніципальної Академії естрадного та циркового мистецтв став 2013 рік: її випускники здобули на «Міжнародному Цирковому Фестивалі в Монте-Карло» одразу золото, срібло та бронзу і таким чином Україна автоматично увійшла в трійку найсильніших циркових держав світу. 

## Ректор
- Яковлев Олександр Вікторович [Архівовано 8 Грудня 2021 у Wayback Machine.] (з 2019 року) — професор, доктор культурології.
- Корнієнко Владислав Вікторович (2011—2019) — професор, кандидат мистецтвознавства, заслужений діяч мистецтв України.
- Чуніхін Олександр Натанович (1998—2011) — Заслужений діяч мистецтв України.

## Випускники
1975 року випускники циркового відділення Юрій Поздняков та Михайло Руденко перемогли на Всесоюзному конкурсі артистів естради в Москві.
Гордістю Академії стали її випускники, знамениті не тільки в Україні, але і у всьому світі. У жанрі ілюзії та маніпуляції: Євген Воронін, Галина Струтинська-Хейз, Віктор Войтко, Віталій Горбачевський, Влад Кривоногов. У жанрі клоунади: Семен Шустер, театр «Мімірічі», комік — Олексій Красних, комік-тріо «Еківокі», клоунський синдикат «Арт-Обстріл». У жанрах еквілібристики, жонглювання та акробатики: Юрій Поздняков, Віктор Кіктєв, Анатолій Залевський, Євген Пимоненко, Юрій Шавро і Діана Алещенко, Ерік Пальчиков, Денис Толстов, брати Грінченки, Ірина Піцур, Наталія Василюк, брати Ірошнікови, Дмитро Булкін, Олександр Кобліков та цирковий театр «Бінго»; в жанрі хореографії: балет «Freedom» та балет «А6». У розмовному жанрі естради: Анатолій Літвінов, Ілля Ноябрьов, Матвій Ганапольський, Клара Новікова, Олександр Цекало, Володимир Данилець і Володимир Моїсеєнко, Андрій Данилко. У жанрі естрадного вокалу: Микола Мозговий, Наталія Корольова, Наталія Могилевська, Світлана Лобода, Анна та Ангеліна Завальські (дует «Алібі»), Міка Ньютон, Макс Барських та багато інших.